# Iglesia del Alcantarine
La iglesia de Santa Maria della Provvidenza, más conocida como delle Alcantarine por las monjas que ocupaban el monasterio adyacente ahora demolido, es una iglesia en el antiguo pueblo de Lecce. 

## Historia
Fue construido a principios del siglo XVIII por el arquitecto Giuseppe Cino. Posteriormente, en 1724, por voluntad del cliente Giuseppe Angrisani, barón de Torchiarolo, el proyecto fue modificado y seguido por el arquitecto Mauro Manieri.

## Fachada
La iglesia es una de las arquitecturas religiosas más simples de la ciudad. Su fachada, formada por tres órdenes superpuestos, presenta elementos decorativos formalmente sencillos. En la parte inferior, la superficie está marcada por la alternancia de pilastras dobles, con el fuste en parte ranurado y en parte liso, y de nichos que albergan las estatuas de piedra de Lecce de San Rafael Arcángel, San Antonio de Padua y San Francisco de Asís y San Miguel Arcángel. La única portada, situada en el centro, está enmarcada por un marco pobremente decorado, sobre el que se asienta un tímpano de perfil mixtilínea.
El segundo orden, encima del entablamento, conectado por dobles volutas y piñas de pino en las esquinas, se caracteriza por una gran ventana central y dos hornacinas que albergan las esculturas de San Pedro de Alcántara a la izquierda y de San Pascual Baylón a la derecha. El tímpano curvilíneo, correspondiente a la ventana, está enmarcado además por un frontón conectado por otras dos piñas de pino en las esquinas y por delgadas volutas y por un frontón clásico altísimo.

## Interior
De nave rectangular dividida por tres capillas a cada lado, tiene cubierta de bóveda de aquilla adornada con ligeras decoraciones de estuco. De particular interés es el suelo de ladrillo vidriado policromado del siglo XIX. Sobre los arcos de las capillas se encuentran las rejas de los coros desde donde los clustrales seguían las celebraciones de las funciones. La fábrica de altares es sumamente sencilla y esencial; entre estos destacan el primero de la derecha y el primero de la izquierda respectivamente con las pinturas dieciochescas de la Crucifixión y los santos y la Virgen y el Niño . En el presbiterio achatado, ocupado por un altar mayor del siglo XIX, es posible admirar el lienzo de la Adoración de los Pastores, obra de Diego Bianchi (1683-1767) y dos estatuas laterales de santos atribuibles a Mauro Manieri.
En el tambor de la puerta destaca el óvalo de la Anunciación de la Virgen atribuido a Oronzo Tiso.
Entre las obras escultóricas de papel maché destacamos la Madonna delle Grazie o della Provvidenza, también conocida como la Virgen de las cerezas, el Sant'Antonio Abate de Antonio Maccagnani y un San Pedro de medio cuerpo.